# Maurilia violitincta
Maurilia violitincta är en fjärilsart som beskrevs av Embrik Strand 1915. Maurilia violitincta ingår i släktet Maurilia och familjen trågspinnare. Inga underarter finns listade i Catalogue of Life.